# NGC 5970
NGC 5970 (другие обозначения — UGC 9943, MCG 2-40-6, ZWG 78.34, IRAS15361+1220, PGC 55665) — спиральная галактика с перемычкой (SBc) в созвездии Змея.
Этот объект входит в число перечисленных в оригинальной редакции «Нового общего каталога».